# 김광진 (음악가)
김광진(金光辰, 1963년 9월 17일~)은 대한민국의 음악가 겸 싱어송라이터이자, 기업가 겸 금융인이며, 예비역 대한민국 육군 소위(1989년 3월 임관~1989년 9월 전역)이기도 하다. 1991년에 팝 발라드 음악 가수로 처음 입문했다.

## 대표 경력
- 동부자산운용 투자전략본부장

## 주요 이력
1994년 《마법의 성》이라는 곡으로 활동하던 시절에는 당시 '삼성증권'에 입사 2년차 근무했었고, 이후 이직하여 '동부자산운용'의 본부장 등을 역임하였다.

## 학력
- 1976년 2월 : 영화국민학교 졸업
- 1979년 2월 : 동산중학교 졸업
- 1982년 2월 : 제물포고등학교 졸업
- 1986년 2월 : 연세대학교 경영학과 학사 (82학번)
- 1988년 8월 : 미국 미시간 대학교(University of Michigan Ann Arbor) 대학원 경영학과 경영학 석사(MBA)

## 생애

### 활동 이력
경기도 인천에서 출생하였고 지난날 한때 1967년에서부터 이듬해 1968년까지 한 1년 9개월 동안 서울(용산·마포)에서 잠시 유년기를 보낸 적이 있는 그는 인천제물포고 1학년 때였던 1979년 MBC 문화방송 TV 프로그램 《장학퀴즈》에도 출연한 전력이 있었으며, 이후 대학을 나오고 군 복무도 모두 마친 후 1990년 경제평론가로 첫 입문하여 활동하다가 이듬해 1991년 4월에 가수 한동준의 〈그대가 이 세상에 있는 것만으로〉라는 곡을 통해 작사, 작곡가로 데뷔하였다. 그리고 그해 동년에는 SM 1세대 멤버로서, 1991년 10월 솔로 앨범 1집 《Virgin Flight》라는 음반을 발표하였다. 이후 석달이 지난 1992년에는 대중음악 평론가로도 입문한 적이 있으며, 1994년에 더 클래식을 결성하고 1집 《마법의 성》을 발표하여 대중적인 인기를 얻었다. 이후 1995년을 전후한 시기에는 양진석의 〈유채꽃 핀 들판에〉, 이소라의 〈기억해줘〉, 〈처음 느낌 그대로〉, 한동준의 〈사랑의 서약〉, 이승환의 〈내게〉, 〈덩크슛〉 등의 곡을 다수 작곡하였으며, 또한 팀 활동은 더 클래식 2집 《여우야》를 발표하여 많은 사랑을 받았다. 1997년 3집 앨범 《해피 아-워》를 끝으로 더 클래식은 해체한다.
이후로 1998년 김광진이 그간 다른 가수들에게 주었던 곡들을 모은 앨범 김광진 2집 《My Love, My Life》를 발표하였고, 2000년에는 〈편지〉가 수록된 3집 《It's Me》를 발표했다.
2000년에 또한 증권관련 일인 공인재무분석가 CFA를 취득하여 가수 출신 1호로 CFA를 취득한 가수가 되었다. 2002년에는 〈동경소녀〉가 수록된 4집 《Solveig》를 발표했고, 2004년에 발매된 박효신 4집의 〈몰랐죠〉, 〈니가 들려준 말〉을 작곡하였다. 2002년 말 동부자산운용에 입사하여 투자전략팀장으로 일하면서 2007년 국내 펀드 수익률 1위를 기록을 세우기도 하였다.
2008년 4월 6년 만에 새로운 신보 김광진 5집 Last Decade를 발표하였다. 신곡 3곡과 지난 10년간 김광진이 솔로로 발표했던 곡들로 구성된 베스트 앨범이다. 또한 성시경 6집 수록곡중 〈어디에도〉라는 곡도 작곡하였다.
특히 2011년 슈퍼스타K에서 버스커버스커, 크리스, 이정아 등등 많은 후배 가수들이 김광진의 작품을 리메이크해 불러 화제가 되었다.
한편 그는 2011년 KBS 제2라디오 《김광진의 경제포커스》 방송을 진행하였다.
2013년 라디오 방송을 진행하면서 초보 개인 투자자들에게 김광진 자신이 20년간 투자하면서 느꼈던 노하우를 책 《김광진의 지키는 투자》라는 경제 평론집으로 펴냈다.
2014년 10월 더 클래식의 17년만에 신보 Memory & a step이라는 4집을 발매하였다. 5곡의 신곡으로 이루어져 있다.
타이틀 곡은 "우리에겐"이라는 곡으로 김광진 자신이 이탈리아 여행을 통해 옛사랑의 추억을 생각하며 쓴 곡이라고 전해진다.
2017년 4월 1일 KBS2 《불후의 명곡》의 전설로 출연하여 그동안 사랑받았던 노래들을 회기하는 시간을 가졌다.
같은 날 디지털싱글 음원으로 타이틀곡 '지혜' '배다리'를 발표하며 과거와 현재를 아우러 활발하게 활동하고 있다.

## 발표 앨범

### 그룹 앨범
- 더 클래식 1집 (1994년 6월 30일 발매)
- 이승환 & 더 클래식 - Happy Christmas (1994년 발매)
- 더 클래식 2집 (1995년 9월 30일 발매)
- 더 클래식 3집 - 해피 아-워 (1997년 5월 발매)
- 더 클래식 미니앨범 Memory & A Step (2014년 10월 13일 발매)

### 솔로 앨범
- 1집 - Virgin Flight (1991년 발매)
- 2집 - My Love My Life (1998년 6월 1일 발매)
- 3집 - It's Me (2000년 5월 18일 발매)
- 4집 - 솔베이지 (2002년 7월 19일 발매)
- 5집 - Last Decade (2008년 4월 1일 발매)
- 디지털싱글 - 지혜 (2017년 4월 1일 발매)

## 같이 보기
- 박학기
- 이선희